# 中共遂安中心縣委舊址
中共遂安中心縣委舊址位於四川省資陽市安岳縣，文物年代判定為1934年。2012年7月16日公佈為四川省文物保護單位。中共遂安遭三縣黨員代表大會遺址位於四川省資陽市安岳縣白塔寺鄉白塔村二組。1934年通賢武裝暴動失敗後，原東興鄉黨支部（現為自塔寺鄉）在姚家大院繼續活動。由省委巡視員牽頭，籌建了遂安中心縣委。姚家大院成為中心縣委的活動地址，領導遂安兩縣繼續活動。是姚仲蜀、姚冕光、黎強（姚的表弟〉（黎強是電視劇《潛伏》余則成的原形人物）等的窩點。